# 阔叶蜡莲绣球
阔叶蜡莲绣球（学名：Hydrangea strigosa var. macrophylla）为绣球花科绣球属下蜡莲绣球（Hydrangea strigosa）的一个变种。

## 扩展阅读
- 維基物種上的相關：阔叶蜡莲绣球